# Myristica carrii
Myristica carrii är en tvåhjärtbladig växtart som beskrevs av James Sinclair.
Myristica carrii ingår i släktet Myristica och familjen Myristicaceae. Inga underarter finns listade i Catalogue of Life.